# 放射手術
放射手術（英語：Radiosurgery）是利用放射线進行的手术，通過使用电离放射线來精準切除人體组织區域。像其他形式的放射疗法一样，它通常用于治疗癌症。放射手術最初由瑞典神经外科医师拉斯·雷克塞爾於1949年發明。